# Ракус, Эва
Э́ва Ра́кус (венг. Rakusz Éva; 13 мая 1961, Мишкольц) — венгерская гребчиха-байдарочница, выступала за сборную Венгрии на всём протяжении 1980-х годов. Серебряная  и бронзовая призёрша летних Олимпийских игр, чемпионка мира, обладательница бронзовой медали международного турнира «Дружба-84», многократная победительница регат национального значения.

## Биография
Эва Ракус родилась 13 мая 1961 года в городе Мишкольце, медье Боршод-Абауй-Земплен. Активно заниматься греблей начала в возрасте пятнадцати лет, проходила подготовку в спортивных клубах Tiszai Erőmü Vállalat и Delfin.
Первого серьёзного успеха на взрослом международном уровне добилась в 1980 году, когда попала в основной состав венгерской национальной сборной и отправилась выступать на летних Олимпийских играх в Москве, откуда впоследствии привезла награду бронзового достоинства, выигранную вместе с напарницей Марией Закариаш в зачёте двухместных байдарок на дистанции 500 метров. Год спустя в одиночках взяла серебро на чемпионате мира в английском Ноттингеме и была удостоена звания лучшей спортсменки Венгрии этого года. Ещё через год на мировом первенстве в югославском Белграде стала бронзовой призёршей сразу в двух дисциплинах: в одиночках и в двойках. 
Как член сборной в 1984 году должна была участвовать в Олимпийских играх в Лос-Анджелесе, однако страны социалистического лагеря по политическим причинам бойкотировали эти соревнования, и вместо этого она выступила на альтернативном турнире «Дружба-84» в Восточном Берлине, где тоже имела успех, в частности вместе с партнёршами по команде Ритой Кёбан, Эрикой Геци и Каталин Поважан выиграла бронзовую медаль среди четвёрок на дистанции 500 метров.
В 1985 году Ракус выступила на чемпионате мира в бельгийском Мехелене, получила здесь серебро в двойках и бронзу в четвёрках. В следующем сезоне на мировом первенстве в канадском Монреале в четырёхместной байдарке обогнала всех своих соперниц и тем самым завоевала золото. Пыталась защитить чемпионское звание на аналогичных соревнованиях в немецком Дуйсбурге, но на сей раз вынуждена была довольствоваться серебром, в финале их экипаж уступил экипажу из ГДР. Благодаря череде удачных выступлений удостоилась права защищать честь страны на летних Олимпийских играх 1988 года в Сеуле — совместно с тремя другими партнёршами прошла в финальную стадию турнира, в решающем заезде четвёрок была близка к победе, однако вновь проиграла команде Восточной Германии. Также участвовала в дисциплине двоек и немного не дотянула до призовых позиций, финишировала четвёртой.
Завершив спортивную карьеру, работала учителем физической культуры в гимназии города Тисауйварош.